# Leudon-en-Brie
Leudon-en-Brie ist eine französische Gemeinde im Département Seine-et-Marne in der Region Île-de-France. Sie gehört zum Arrondissement Provins und zum Kanton Coulommiers (bis 2015 Kanton La Ferté-Gaucher). Sie hieß bis zum 7. Januar 1921 „Leudon“ und trägt seither ihren Namenszusatz „-en-Brie“.

## Geographie
Der Ort liegt am Flüsschen Ru de Piétrée, das hier noch Ru de Vannetin genannt wird.
Die Gemeinde grenzt im Nordwesten an Choisy-en-Brie, im Norden an Chartronges, im Nordosten an Saint-Mars-Vieux-Maisons, im Südosten an Courtacon, im Süden an Beton-Bazoches und im Westen an Chevru. Auf den Gemeindegemarkungen von Beton-Bazoches und Leudon-en-Brie befindet sich neben den Hauptsiedlungen auch der Weiler La Hante.

## Bevölkerungsentwicklung
| Jahr      | 1962 | 1968 | 1975 | 1982 | 1990 | 1999 | 2008 | 2013 |
| --------- | ---- | ---- | ---- | ---- | ---- | ---- | ---- | ---- |
| Einwohner | 92   | 103  | 108  | 106  | 131  | 144  | 119  | 167  |

## Sehenswürdigkeiten
Siehe auch: Liste der Monuments historiques in Leudon-en-Brie
- Kirche Saint-Denis-Saint-Christophe, Monument historique

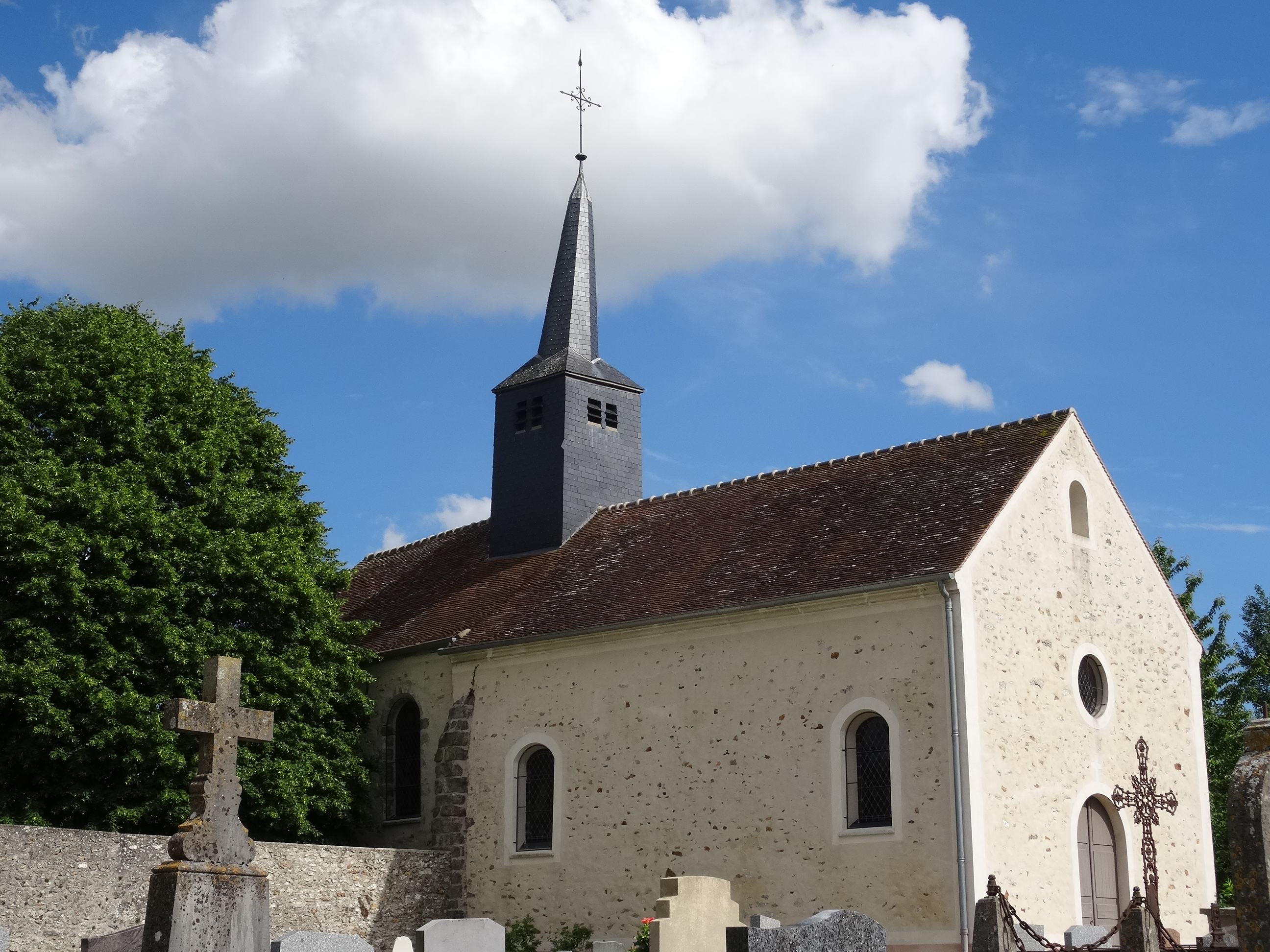
Kirche Saint-Denis-Saint-Christophe
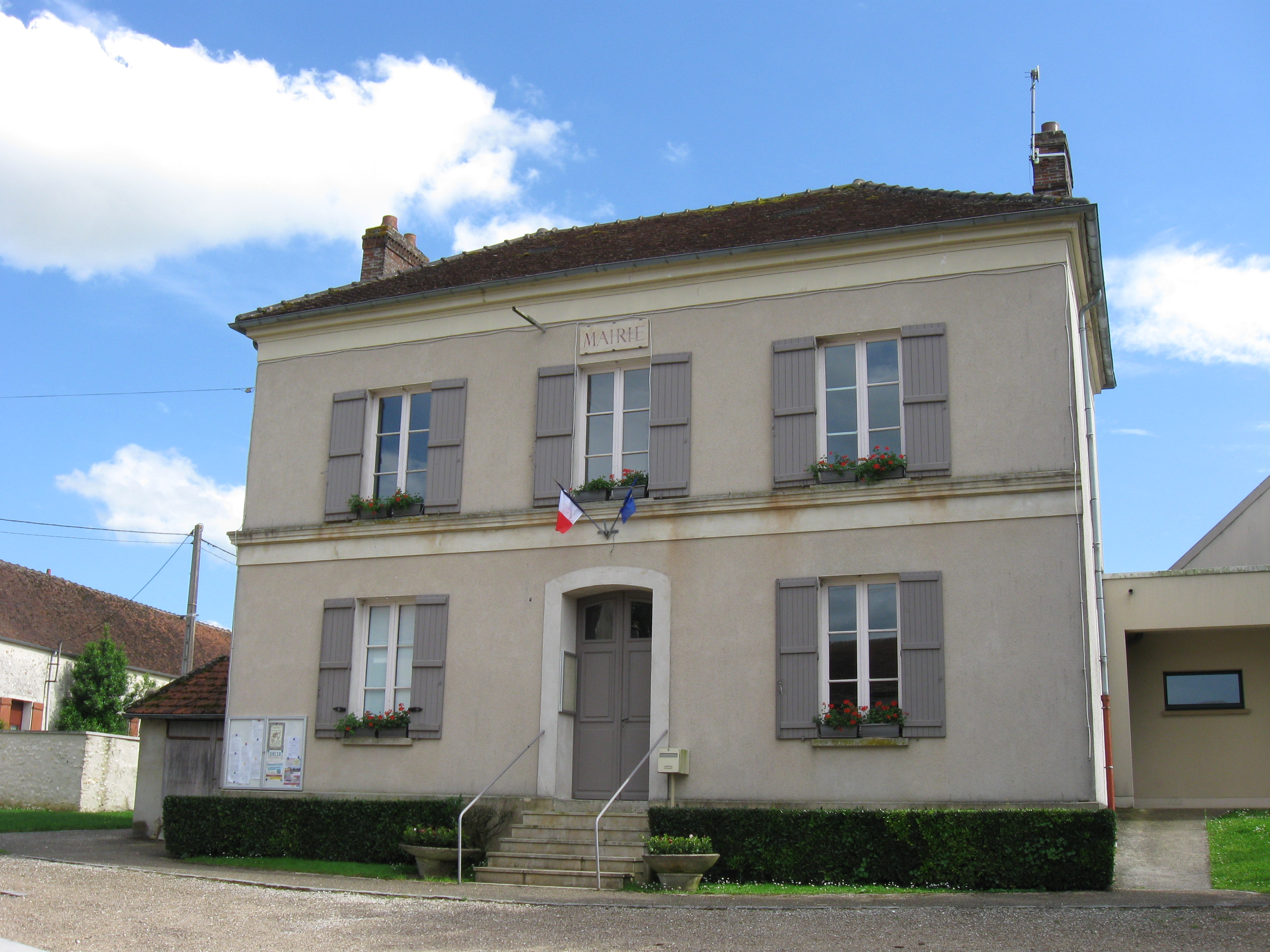
Mairie von Leudon-en-Brie